# 눠쑤어 위키백과
눠쑤어 위키백과는 눠쑤어로 운영되는 위키백과 언어판이다. 기호는 ii이다. 2004년에 개설되었으며 2007년에 폐쇄되어 위키미디어 인큐베이터로 옮겨졌다.